# Кайпирский диалект
Кайпира (из языка тупи ка’apir или kaa-pira, что означает «рубщик кустарника») — диалект бразильского португальского языка, на котором говорят в Сан-Паулу и соседних территориях Мату-Гросу-Ду-Сул, Гояс, Минас-Жерайс и Парана.

## История
Формирование диалекта этнической группы кайпира началось с приходом португальского в Сан-Висенте в шестнадцатом веке. Современные исследования указывают на несколько компонентов, таких как галисийско-португальский, представленный в некоторых архаических аспектах диалекта, и лингва жерал-паулиста, креольский язык на основе португальского, кодифицированный иезуитами. Колониальная экспансия Бандейрантес на запад привела к распространению диалекта в провинциях Сан-Паулу, Мату-Гросу (позже Мату-Гросу-Ду-Сул и Рондония), Гояс (включая федеральный округ) и Минас-Жерайс.
В 1920-е годы, лингвист Амадеу Амарал опубликовал грамматику диалекта и предсказал его неминуемое исчезновение под действием урбанизации и грядущей волны массовой иммиграции в результате монокультуры кофе. Тем не менее, диалект до настоящего времени сохранился в сельской субкультуре — песнях, народных рассказах (causos), а также в виде субстрата в городской речи, что было записано фольклористами и лингвистами.

## Социолингвистика
Хотя кайпира возник в штате Сан-Паулу, современный социолект среднего и высшего класса столицы штата теперь иной — стандартный португальский, но с некоторыми итальянскими элементами. В настоящее время кайпира распространён скорее в сельской местности.

## Фонология
Фонетически, наиболее важные отличия по сравнению со стандартным бразильским португальским — это постальвеолярный или ретрофлексный ([ɹ̠ ~ ɻ]) как аллофон европейского и паулистанского /ɾ/ в слоговой финали (/ʁ/ для большинства бразильских диалектов), а также превращение /ʎ/ (на письме lh) в полугласный j, как в испанском yeísmo. Кода l часто преобразуется в [ɹ̠ ~ ɻ], вместо [u̯ ~ ʊ̯] , как в большинстве диалектов Бразилии.
Есть и другие важные отличия, в частности, такие:
| Рио-де-Жанейро и Сан-Паулу | Рио-де-Жанейро и Сан-Паулу | Пользователь caipira      | Пользователь caipira | Английский       |
| Правописание               | Произношение (МФА)         | Произношение правописание | Произношение (МФА)   | Английский       |
| -------------------------- | -------------------------- | ------------------------- | -------------------- | ---------------- |
| flor                       | [ˈfloʁ ~ ˈflo(ɾ)]          | frô, flô                  | [ˈfɾo ~ ˈflo]        | цветок           |
| falso                      | [ˈfau̯su ~ ˈfaʊ̯sʊ]          | farso                     | [ˈfaɻsʊ]             | ложные           |
| melhor                     | [me̞ˈʎɔχ ~ mɪˈʎɔ(ɾ)]        | mió, миор                 | [miˈjɔ ~ miˈɔɻ]      | лучше            |
| voar                       | [vuˈaʁ ~ vʊˈa(ɾ)]          | avuá                      | [ɐ̞vʊˈa]              | летать           |
| por quê?                   | [puʀˈke ~ poɾˈke]          | pur quê?                  | [puɻˈke ~ pʊɻˈke]    | почему?          |
| você                       | [voˈse]                    | ocê, cê                   | [o̞ˈse ~ se]          | вы (неформально) |
| ganhamos                   | [ɡɐ̃ˈ ȷ̃ɐ̃muɕ ~ ɡɐˈ ȷ̃ɐ̃mʊs]    | ganhemo                   | [ɡɐ̃ˈ ȷ̃ẽ̞mʊ]           | мы выиграли      |
| chegamos                   | [ɕⁱˈɡɐ̃muɕ ~ ɕeˈɡɐ̃mʊs]      | cheguemo                  | [ɕɛˈɡẽ̞mʊ]            | мы пришли        |
| voltamos                   | [vo̞u̯ˈtɐ̃muɕ ~ voːˈtɐ̃mʊs]    | vortemo                   | [vo̞ɻˈtẽ̞mʊ]           | мы вернулись     |
| bêbado                     | [ˈbeβɐdu ~ ˈbebadʊ]        | beudo                     | [ˈbeʊ̯dʊ]             | пьяный           |

## Морфология и синтаксис
Также для диалекта кайпира характерны некоторые отличия в морфологии и синтаксисе:
- Отрицательная частица não  имеет четко выраженные сильные и слабые формы: não [nɐ̃ʊ̯̃] в кратких ответах, и num [nʊ̃] в отрицательных фразах; эта черта не является уникальной для кайпира и распространена также, например, в разговорной речи в Рио-де-Жанейро.
- Во множественном числе изменяются только артикль или местоимение, тогда как прилагательное часто остаётся неизменяемым: Сан-Паулу: essas coisas bonitas «эти прекрасные вещи» ↔ кайпира essas coisa bonita [ˈ(ɛ)sɐsˈ koi̯zɐ bʊˈn̠ʲitɐ] ; эта черта также не уникальна для кайпира, и характерна в целом для простонародного бразильского португальского языка.

Бразильцы не испытывают затруднений с пониманием диалекта кайпира — он может быть труден для понимания только для иностранцев, ранее изучавших стандартный португальский, в той же степени, как и другие диалекты Бразилии.

## Орфография
Стандартная орфография для данного диалекта не разрабатывалась, поскольку при изучении португальского языка в школах бразильцы пользуются только стандартным вариантом языка. Нестандартная орфография может использоваться для передачи специфической лексики и произношения носителей диалекта, например, в серии популярных детских комиксов Chico Bento.